# 金融安定理事会
金融安定理事会（きんゆうあんていりじかい、Financial Stability Board、FSB）は、金融安定化フォーラム（FSF）が発展して2009年に発足した組織。国際金融に関する措置、規制、監督などの役割を担う。事務局は、スイスにある国際決済銀行内におかれている。

## 構成
金融安定理事会は以下の組織・団体で構成されている。
- アルゼンチン：アルゼンチン中央銀行
- オーストラリア：オーストラリア財務省、オーストラリア準備銀行
- ブラジル：ブラジル財務省、ブラジル中央銀行、ブラジル証券取引委員会（CVM）
- カナダ：カナダ財務省、カナダ銀行、カナダ金融機関監督庁（OSFI）
- 中国：中華人民共和国財政部、中国人民銀行、中国銀行業監督管理委員会
- フランス：フランス経済・財務省、フランス銀行、フランス金融市場庁（AMF）
- ドイツ：ドイツ連邦財務省、ドイツ連邦銀行、ドイツ連邦金融監督庁(Bafin)
- 香港：香港金融管理局
- インド：インド財務省、インド準備銀行、インド証券取引委員会（SEBI）
- インドネシア：インドネシア銀行
- イタリア：イタリア経済財政省、イタリア銀行、イタリア国家証券委員会
- 日本：財務省、日本銀行、金融庁
- 韓国：韓国銀行、金融委員会
- メキシコ：メキシコ公信用・財務省、メキシコ銀行
- オランダ：オランダ財務省、オランダ銀行
- ロシア：ロシア連邦財務省、ロシア連邦中央銀行、ロシア連邦金融市場庁
- サウジアラビア：サウジアラビア通貨庁
- シンガポール：シンガポール金融管理局
- 南アフリカ共和国：南アフリカ財務省
- スペイン：スペイン経済財務省、スペイン銀行
- スイス：スイス財務省、スイス国立銀行
- トルコ：トルコ共和国中央銀行
- イギリス：英国大蔵省、イングランド銀行、英国金融サービス機構
- アメリカ合衆国：アメリカ合衆国財務省、連邦準備制度理事会、証券取引委員会
- 欧州中央銀行
- 欧州委員会

国際金融機関
- 国際決済銀行 (BIS)
- 国際通貨基金 (IMF)
- 経済協力開発機構 (OECD)
- 世界銀行

国際組織
- バーゼル銀行監督委員会 (BCBS)
- 支払決済委員会 (CPSS)
- グローバル金融システム委員会 (CGFS)
- 国際会計基準審議会 (IASB)
- 保険監督者国際機構 (IAIS)
- 証券監督者国際機構 (IOSCO)

## 議長
1. マリオ・ドラギ（2009年 - 2011年）
2. マーク・カーニー（2011年 - 2018年）
3. ランダル・クオールズ（英語版）（2018年 - 2021年）
4. クラース・クノット（英語版）（2021年 - ）